# Ethan Evans
Ethan Gray Evans (Mount Airy, Carolina del Norte; 19 de julio de 2001) más conocido como Ethan Evans, apodado Big E, es un jugador profesional estadounidense de fútbol americano, se desempeña en la posición de punter en Los Angeles Rams, en la National Football League (NFL).

## Carrera
Fue seleccionado en la Reunión Anual de Selección de Jugadores de la NFL de 2023. Hizo su debut profesional con el equipo Los Angeles Rams, lleva jugando una temporada.